# الشامل في فقه الإمام مالك
الشامل في فقه الإمام مالك أو الشامل على نسق مختصر خليل أو الشامل في الفقه أو شامل الدميري، للإمام «بهرام بن عبد الله الدميري» (المتوفى 805 هـ).

## نبذة عن بهرام الدميري
هو «بهرام بن عبد الله بن عبد العزيز بن عمر بن عوض السلمي الدميري الدمياطي المالكي»، المكنى «أبو البقاء» أو «تاج الدين»، مفسر وفقيه ولغوي، ولد سنة 734 هـ، وتوفي في سنة 805 هـ.
له عدة كتب منها: الشامل على نسق مختصر خليل، شرح الشامل على نسق مختصر خليل، "المناسك" في مجلد، شرح "المناسك" في ثلاثة مجلدات، "شرح مختصر خليل" في الفقه المالكي أربعة مجلدات، "شرح مختصر ابن الحاجب في الأصول، شرح ألفية ابن مالك، "الدرة الثمينة" منظومة في نحو 3000 بيت شعري، و"شرح الدرة الثمينة".
وهو حامل لواء مذهب مالك بن أنس في مصر بعد شيخه خليل بن إسحاق وانتفع بالشرف الرهوني والشمس البسطامي والبكري.

## وصف
يقع كتاب «الشامل في فقه الإمام مالك» في مجلدين اثنين، ويقع في ألف وثلاثين (1 030) صفحة.
وقد حاذى بهرام الدميري في كتابه "الشامل في الفقه كتاب مختصر خليل، وجمع بينه وبين جامع الأمهات لابن الحاجب، وهو ضعف "مختصر خليل" في عدد المسائل الفقهية.

## أبواب الكتاب
قسم «بهرام الدميري» كتابه «الشامل في الفقه» حسب فصول وأبواب:
- باب الطهارة
- قضاء الحاجة
- باب الوضوء
- نواقض الوضوء
- باب الغسل
- باب المسح على الخفين
- صفة المسح
- باب التيمم
- باب الحيض
- كتاب الصلاة
- باب الأذان
- شروط الصلاة
- فرائض الصلاة
- فصل الفوائت
- فصل السهو
- صلاة الجماعة
- شروط الإمام
- استخلاف الإمام
- صلاة السفر
- باب في صلاة الجمعة
- باب في صلاة الخوف
- باب في صلاة العيدين
- باب صلاة الكسوف
- باب صلاة الاستسقاء
- فصل صلاة النوافل
- باب سجود التلاوة
- باب صلاة الجنازة
- باب الزكاة
- المعدن
- الركاز
- زكاة الأنعام
- فصل زكاة الحرث
- مصارف الزكاة
- باب زكاة الفطر
- باب الصيام
- باب الاعتكاف
- باب الحج
- محرمات الإحرام
- الإحصار
- باب الصيد
- باب الذبائح
- باب الأضحية
- باب العقيقة
- باب الأيمان
- باب النذر
- باب الجهاد
- الجزية
- المسابقة
- خصائص النبي
- باب النكاح
- المحرمات من النكاح
- خيار العيب
- الزوجة المعتقة
- تنازع الزوجين
- الصداق
- نكاح الشغار
- نكاح التفويض
- الاختلاف في قبض الصداق
- الوليمة
- القسم بين الزوجات
- النكاح الفاسد
- المتعة
- باب الخلع
- الطلاق
- أركان الطلاق
- التفويض
- الرجعة
- باب الإيلاء
- باب الظهار
- باب اللعان
- باب العدة
- الاستبراء
- زوجة المفقود
- سكنى المطلقة
- المحرم من الرضاع
- باب النفقة
- الحضانة
- باب البيع
- فصل بيوع الآجال
- فصل الخيار
- باب المرابحة
- باب السلم
- باب الرهن
- باب التفليس
- باب الحجر
- باب الصلح
- باب الحوالة
- باب الضمان
- باب الشركة
- المزارعة
- باب الوكالة
- باب الإقرار
- فصل الاستلحاق
- باب الوديعة
- باب العارية
- باب الغصب
- باب الشفعة
- باب القسمة
- باب القراض
- باب المساقاة
- باب الإجارة
- باب الجعالة
- باب الموات
- باب الوقف
- باب الهبة
- باب اللقطة
- باب القضاء
- باب الشهادة
- باب الجراح
- الدية
- الجنايات
- باب الردة
- باب الزنا
- باب القذف
- باب السرقة
- باب الحرابة
- باب الشرب
- باب العتق
- فصل الولاء
- باب التدبير
- باب الكتابة
- باب الوصية
- باب الميراث

## التحقيق
تم تحقيق مخطوطات هذا الكتاب من طرف العديد من الباحثين.

## الشروح والحواشي
قام الفقيه المالكي سيدي بوسحاقي إبراهيم بن فايد الزواوي[بحاجة لمصدر] بتأليف حاشية على الشامل في الفقه سماها حاشية سيدي بوسحاقي، ذكر ذلك بدر الدين القرافي أثناء ترجمته لسالم السنهوري.
وقد ذكر ذلك «محمد بن يحيى القرافي» في كتاب «توشيح الديباج وحلية الابتهاج» أثناء ترجمة الفقيه سالم السنهوري.